# 2000年の宝塚歌劇公演一覧
本項目では、2000年の宝塚歌劇公演一覧（2000ねんのたからづかかげきこうえんいちらん）について示す。

## 宝塚大劇場公演
（）内は、作者または演出者名。参考資料は90年史。

### 宙組
- 1月1日 - 2月8日
  - 『砂漠の黒薔薇』（酒井澄夫）
  - 『GLORIOUS!!』（藤井大介）

### 月組
- 2月19日 - 4月3日
  - 『LUNA-月の伝言-』（小池修一郎）
  - 『BLUE・MOON・BLUE』（齋藤吉正）

### 花組
- 4月7日 - 5月15日
  - 『源氏物語 あさきゆめみし』（草野旦 脚本・演出）
  - 『ザ・ビューティーズ!』（中村一徳）

### 星組
- 5月19日 - 6月26日
  - 『黄金のファラオ』（中村暁）
  - 『美麗猫<ミラキャット>』（三木章雄）

### 雪組
- 6月30日 - 8月14日
  - 『デパートメント・ストア』（正塚晴彦）
  - 『凱旋門』（柴田侑宏 脚本、謝珠栄 演出・振付）

### 宙組
- 8月18日 - 9月25日
  - 『望郷は海を越えて』（谷正純）
  - 『ミレニアム・チャレンジャー!』（石田昌也）

### 月組
- 9月29日 - 11月6日
  - 『ゼンダ城の虜』（木村信司 脚本・演出）
  - 『Jazz Mania』（三木章雄）

### 花組
- 11月10日 - 12月18日
  - 『ルートヴィヒII世』（植田景子）
  - 『Asian Sunrise』（岡田敬二）

## TAKARAZUKA1000days劇場
（）内は、作者または演出者名。参考資料は90年史。

### 星組
- 1月2日 - 2月6日
  - 『我が愛は山の彼方に』（植田紳爾 脚本・監修、谷正純 演出）
  - 『グレート・センチュリー』（三木章雄）

### 雪組
- 2月11日 - 3月19日
  - 『バッカスと呼ばれた男』（谷正純）
  - 『華麗なる千拍子』（酒井澄夫 監修、中村一徳 構成・演出）

### 宙組
- 3月24日 - 5月7日
  - 『砂漠の黒薔薇』（酒井澄夫）
  - 『GLORIOUS!!』（藤井大介）

### 月組
- 5月12日 - 6月26日
  - 『LUNA-月の伝言-』（小池修一郎）
  - 『BLUE・MOON・BLUE』（齋藤吉正）

### 花組
- 7月1日 - 8月14日
  - 『源氏物語 あさきゆめみし』（草野旦 脚本・演出）
  - 『ザ・ビューティーズ!』（中村一徳）

### 星組
- 8月19日 - 9月17日
  - 『黄金のファラオ』（中村暁）
  - 『美麗猫<ミラキャット>』（三木章雄）

### 雪組
- 9月22日 - 10月29日
  - 『デパートメント・ストア』（正塚晴彦）
  - 『凱旋門』（柴田侑宏 脚本、謝珠栄 演出・振付）

### 宙組
- 11月3日 - 12月12日
  - 『望郷は海を越えて』（谷正純）
  - 『ミレニアム・チャレンジャー!』（石田昌也）

## 宝塚バウホール公演
（）内は、作者または演出者名。参考資料は90年史。

### 花組
- 1月28日 - 2月6日
  - 『冬物語』（酒井澄夫 監修、中村暁 脚本・演出）

### 星組
- 3月4日 - 3月19日
  - 『聖者の横顔』（荻田浩一）

### 雪組
- 4月22日 - 5月5日
  - 『ささら笹舟』（谷正純）

### 宙組
- 6月15日 - 6月23日
  - 『FREEDOM』（木村信司 脚本・演出）

### 月組
- 8月6日 - 8月20日
  - 『更に狂はじ』（大野拓史）

### 花組
- 9月9日 - 9月19日
  - 『トム・ジョーンズの華麗なる冒険』（太田哲則 脚本・演出）

### 星組
- 10月12日 - 10月27日
  - 『花吹雪恋吹雪』（齋藤吉正）

## その他の日本公演
（）内は、作者または演出者名。参考資料は90年史。

### 花組
- 2月2日 - 2月21日 中日劇場
  - 『タンゴ・アルゼンチーノ』（小池修一郎）
  - 『ザ・レビューIV<ザ・レビュー'99・改題>』（岡田敬二 構成・演出）

### 花組・特別
- 2月12日 - 2月18日 東京・日本青年館
  - 『冬物語』（児玉明子 脚本・演出）

### 星組・特別
- 3月12日 - 3月21日 大阪・シアター・ドラマシティ
  - 『Love Insurance』（正塚晴彦）

- 3月25日 - 3月31日 東京・日本青年館
  - 『聖者の横顔』（荻田浩一）

- 7月26日 - 8月1日 赤坂ATCシアター
  - 『Love Insurance』（正塚晴彦）

### 雪組
- 4月14日 - 5月7日 徳山、広島、松江、高松、熊本、鹿児島、小倉、福岡、沖縄
  - 『バッカスと呼ばれた男』（谷正純）
  - 『華麗なる千拍子』（中村一徳 構成・演出）

### 宙組
- 6月10日 - 7月2日 市川、川口、横須賀、札幌、青森、仙台、郡山、長野、松本、沼津、静岡
  - 『うたかたの恋』（柴田侑宏　脚本・演出）
  - 『GLORIOUS!!』（藤井大介）

### 宙組・特別
- 6月29日 - 7月4日　東京・日本青年館
  - 『FREEDOM』（木村信司 脚本・演出）

### 月組・特別
- 7月28日 - 8月2日 東京・日本青年館
  - 『更に狂はじ』（大野拓史）

### 月組
- 8月1日 - 8月21日 博多座
  - 『LUNA』（小池修一郎）
  - 『BLUE・MOON・BLUE』（齋藤吉正）

### 花組・特別
- 9月24日 - 9月30日 東京・日本青年館
  - 『トム・ジョーンズの華麗なる冒険』（太田哲則 脚本・演出）

### 特別
- 9月28日 - 10月2日 ル・テアトル銀座
  - 『紫吹淳ライブコンサート "ALL ABOUT RIKA"』（小池修一郎 構成・演出）

- 11月3日 - 11月7日
  - 『紫吹淳ライブコンサート "ALL ABOUT RIKA"』（小池修一郎 構成・演出）

### 星組
- 10月20日 - 11月12日 大分、小倉、福岡、山口、広島、福山、浜松、相模大野、市川、大宮、江南、瀬戸、半田
  - 『黄金のファラオ』（中村暁）
  - 『美麗猫<ミラキャット>』（三木章雄）

### 星組・特別
- 11月2日 - 11月7日 東京・日本青年館
  - 『花吹雪恋吹雪』（齋藤吉正）

### 雪組・特別
- 12月5日 - 12月12日 大阪・シアタードラマシティ
  - 『月夜歌馨』（児玉明子）

- 12月18日 - 12月24日 赤坂ATCシアター
  - 『月夜歌馨』（児玉明子）

## ドイツ・ベルリン公演
特別協賛以外の出典は90年史。
公演日と公演地
- 6月24日 - 7月7日　フリッドリッヒシュタット・パラスト劇場

演目
- オリエンタル・ファンタジー『宝塚 雪・月・花』16場　（酒井澄夫 作・演出）
- グランド・レビュー『サンライズ・タカラヅカ』24場　（岡田敬二 作・演出）

主催等
- 主催：フリッドリッヒシュタット・パラスト劇場、宝塚歌劇団
- 協賛：株式会社 ヴァーナル、全日本空輸 株式会社、株式会社 阪急交通社、ジャパンネットワークツアーズ 株式会社、株式会社 阪急東宝クレジットサービス
- 後援：在ドイツ日本国大使館、ドイツにおける日本年実行委員会、アーツプラン21（文化庁）、在日ドイツ連邦共和国大使館、大阪・神戸ドイツ連邦共和国総領事館
- 特別協賛：株式会社 ヴァーナル[6]

参加生徒
専科
- 松本悠里
- 紫吹淳

(2人)
花組
- 貴柳みどり
- 楓沙樹
- 鈴懸三由岐
- 真丘奈央
- 水夏希
- 舞風りら
- ふづき美世
- 蘭寿とむ
- 壮一帆
- 愛音羽麗
- 舞城のどか
- 桜一花

(12人)
月組
- 霧矢大夢
- 西城三恵
- 楠恵華
- 湖泉きらら
- 北翔海莉
- 白羽ゆり
- 美鳳あや

(7人)
雪組
- 五峰亜季
- 天希かおり
- 貴城けい
- 未来優希
- 愛耀子
- 花純風香
- 蘭香レア
- 紺野まひる
- 舞坂ゆき子
- 天勢いづる
- 音月桂

(11人)
星組
- 朝宮真由
- 秋園美緒
- 美椰エリカ
- 水瀬あお
- 真飛聖
- 涼紫央
- 琴まりえ
- 拓麻早希
- 柚希礼音

(9人)
宙組
- 出雲綾
- 萌水せりか
- 祐輝薫
- 寿つかさ
- 城華阿月
- 南城ひかり
- 達つかさ
- 久遠麻耶
- 水月舞
- 美羽あさひ

(10人)

## 催し物
参考資料は90年史。

### 『逸翁デー』〜タカラヅカ・ホームカミング〜
- 1月25日 宝塚大劇場／TAKARAZUKA1000days劇場
- 監修：酒井澄夫（宝塚）
- 構成・演出：藤井大介（宝塚）、三木章雄（東京）

### TCAスペシャル2000
- 9月1日 - 9月2日 宝塚大劇場
  - 白井鐡造生誕100年記念『KING OF REVUE』（監修：酒井澄夫）

### 宝塚舞踊会
- 10月13日 宝塚大劇場
  - 天津乙女二十年祭『第四十一回 宝塚舞踊会』（監修：花柳壽輔・藤間勘右衛門）

### アデューTAKARAZUKA1000days劇場サヨナライベント
- 12月13日 TAKARAZUKA1000days劇場
- 総指揮：植田紳爾